# Logiciel de pilotage de la production
Pour les articles homonymes, voir MES.
Un logiciel de pilotage de la production (en anglais américain manufacturing execution system ou MES) est un logiciel collectant en temps réel les données de production d'une usine ou d'un atelier, données qui sont analysées quant à la traçabilité, le contrôle de la qualité, le suivi de production, l'ordonnancement et la maintenance préventive et curative.
Le logiciel de pilotage de la production fournit les informations nécessaires à l’optimisation des activités allant de la création de l’ordre de fabrication au produit fini. Par l’utilisation d’informations à jour et précises, il guide les activités de l’atelier et réagit à celles-ci au fur et à mesure de leur déroulement et fournit des rapports sur ces activités. Il permet un fonctionnement plus efficace, diminue les stocks et augmente les marges. En alimentant un flux bidirectionnel d’informations, il fournit à toute l’entreprise et à sa chaîne logistique, des données vitales sur les activités de fabrication.
L'International Society of Automation (ISA) a normalisé la structure des progiciels de pilotage de la production.
Le logiciel de pilotage de la production prend place entre le niveau automatisme de l'usine et le logiciel de planification ERP d'entreprise.

## Place
Dans la majorité des entreprises, il existe deux types de systèmes informatiques dans les ateliers de production :
- Le système de gestion de l’entreprise composé généralement d’un ERP (Enterprise Resource Planning) et d’un programme de GPAO (Gestion de la production assistée par ordinateur) ;
- Le système de supervision assurant le pilotage en temps réel des moyens de production.

Le MES est né de l’absence de communication informatique entre ces deux couches fonctionnelles et a pour but de pallier  cette lacune. Il participe donc à l'objectif de l'intégration des données informatiques (en anglais : CIM, pour Computer Integrated Manufacturing).
Mais le MES n'est pas un simple lien entre l'ERP et le contrôle-commande, puisqu'il assure l'exécution des fabrications.
La classification du MESA est d'un grand intérêt pour délimiter clairement le domaine du MES et évaluer la couverture des différentes offres.
Pourtant le MES est en 2013 mal connu, et des écueils freinent dans l'esprit de l'utilisateur son implantation systématique, en particulier la faible intégration des fonctions d'exécution.
Le MES est un système et la capacité d'interaction des différentes fonctions est une clé de son efficacité.
Le rôle du MES est l'optimisation de l'outil de production, suivant le schéma « Connaître, Analyser et Améliorer », étapes mettant chacune largement à profit les technologies informatiques mais nécessitant également chacune une expertise humaine.
Les solutions logicielles choisies devront également être mises en rapport avec les prérequis du MES : performance d'acquisition et de traitement, fiabilité, notion de système de fonctionnalités.
La maîtrise de la mise en place par des compétences spécialisées d'intégration est également essentielle. Enfin l'adhésion à la norme ISA-95 sera un atout certain tant dans la spécification du besoin que dans la mise en œuvre de l'application de MES.

## Norme
Le secteur des logiciels de pilotage est en pleine expansion depuis les années 1990. Chaque industrie le perçoit d’une manière qui lui est propre. Cependant une norme américaine et internationale a été mise en place : la norme ANSI/ISA-95. Elle est constituée de cinq parties, dont les deux premières ont été transposées en norme internationale sous les références IEC/ISO 62264-1:2003 et IEC/ISO 62264-2:2004.
Cette norme définit les fonctions du logiciel de pilotage, au nombre de onze :
1. Acquisition des données ;
2. Ordonnancement ;
3. Gestion du personnel ;
4. Gestion des ressources ;
5. Cheminement des produits et des lots ;
6. Traçabilité produit et généalogie ;
7. Contrôle de la qualité ;
8. Gestion des procédés ;
9. Analyse des performances ;
10. Gestion des documents ;
11. Gestion de la maintenance.

Les onze fonctions informatiques ne sont pas forcément toutes nécessaires pour une usine ou pour un secteur industriel donnés ; c’est pour cette raison que chaque fonction est souvent associée à un module logiciel qui peut ou non être installé. On trouve également sur le marché des logiciels dédiés à un type d’industrie, comme le secteur pharmaceutique.

## Relation entre SCADA et MES
Les systèmes SCADA et MES sont souvent présentés comme des couches distinctes dans la hiérarchie des systèmes de contrôle industriel, leur relation est en réalité plus complexe. Le modèle de la pyramide CIM traditionnel place le SCADA comme une couche intermédiaire entre les automates et le MES, mais pour de nombreuses installations industrielles, SCADA et MES fonctionnent en parallèle plutôt qu'en hiérarchie. Ils partagent souvent des fonctionnalités similaires, notamment :
- L'acquisition de données
- Le contrôle des opérations
- L'interface homme-machine
- L'historisation des données